# FINA Men's Water Polo World Cup
FINA Men's Water Polo World Cup är en herrlandslagsturnering i vattenpolo, som organiseras av FINA och består av åtta herrlandslag. Turneringen började spelas 1979, och avgörs vart fjärde år.

### Fotnoter
1. ↑  Water Polo World Cup Arkiverad 31 mars 2012 hämtat från the Wayback Machine. på FINA:s webbplats; hämtdatum: 8 mars 2012.
2. ↑  HistoFINA, Water Polo Arkiverad 5 februari 2012 hämtat från the Wayback Machine., publicerad av FINA den 1 juli 2011; hämtdatum 8 mars 2012. ("HistoFINA" is FINA's self-history.)